# Antony Hopkins
Antony Hopkins CBE (* 21. März 1921 in London; † 6. Mai 2014 in Ashridge, Hertfordshire) war ein britischer Komponist und Musikschriftsteller.

## Leben
Hopkins wurde als Ernest William Antony Reynolds geboren. Nach dem Tod seines Vaters 1925 wurde er adoptiert und wuchs in Hertfordshire auf. 1947 heiratete er Alison Purves, die 1991 verstarb.
Hopkins besuchte die Berkhamsted School, studierte von 1939 bis 1942 bei Cyril Smith und Gordon Jacob am Royal College of Music und arbeitete danach als Musiklehrer bei Michael Tippett am Morley College in London. 1943 hatte er einen Auftritt bei den Proms.
Seine Karriere als Radio-, Bühnen- und Filmmusiker begann er 1946 mit der Komposition der Bühnenmusik zu Michel Saint-Denis’ Inszenierung von König Ödipus am Old Vic. Bei der BBC erhielt er den Auftrag für die Musik zu Louis MacNeices Hörspielen The Golden Ass und Cupid and Psyche. Er hat zu einer Großzahl von Radioprogrammen die Musik geschrieben. In den Jahren 1952 und 1957 gewannen zwei Programme unter seiner Mitwirkung den Prix Italia. 1950 schrieb er die Bühnenmusik zur Inszenierung von The Skin of Our Teeth. In der Folgezeit komponierte Hopkins unter anderem Bühnenmusiken zu fünfzehn Shakespeare-Inszenierungen in Stratford und im West End, so 1956 zu Peter Ustinovs Romeo and Juliet.
Zudem hat er drei Opern komponiert: Lady Rohesia (1947), The Man from Tuscany (1953) und Three’s Company  (1953). Sein Ballett Café des Sports wurde 1954 vom Sadler’s Wells Royal Ballet in der Choreografie von Alfred Rodrigues aufgeführt. Hopkins schrieb zwischen 1948 und 1962 siebzehn Filmmusiken, darunter zu den Filmen Here Come the Huggetts (1948), The Pickwick Papers (1952), Boccaccios große Liebe (1953), Cast a Dark Shadow (Dämon der Frauen, 1955), The Angel Who Pawned Her Harp (1956) und Billy Budd von Peter Ustinov (1962). Zu seinen kleineren Kompositionen zählen die Variations on a Well-Known Theme für Klavier.
Größere Bekanntheit erlangte Hopkins ab 1954 durch seine BBC-Radiosendung Talking About Music, in der er für die Hörer den Zugang zur klassischen Musik ebnete; die Sendung lief 38 Jahre. Obwohl er eine Vielzahl von populären und populärwissenschaftlichen Schriften über Komponisten und Musikstile verfasste, gelang es ihm jedoch nicht, ein breites musikinteressiertes Publikum für seine eigenen Kompositionen zu begeistern.
Von 1963 bis 1967 war er Gresham Professor of Music am Gresham College. Ciarin Scott hat 1976 mit ihm einen 20-minütigen Film gedreht: John and the Magic Music Man. Hopkins wurde 1976 zum Commander des Order of the British Empire ernannt.

## Kompositionen (Auswahl)
- Doctor Musicus, an opera designed especially for the young. (1971)
- Johnny the priest (1960) Libretto Peter Powell. ("A musical drama based on The telescope by R.C. Sherriff.")
- Café des Sports (1954), Ballett
- Three’s Company : an improbable opera (1953), Oper. Libretto Michael Flanders
- The Man from Tuscany : opera in two acts (1951), Oper. Libretto Christopher Hassall
- Lady Rohesia (1947), Oper

## Schriften (Auswahl)
- The seven concertos of Beethoven. Aldershot, Hants : Scolar Press, 1996
- The concertgoer’s companion to orchestral music. London : Dent, 1984
- The concertgoer’s companion. London : J.M. Dent, 1984
- Beating Time. London : M. Joseph, 1982
- Sounds of music : a study of orchestral texture. London : Dent, 1982
- The nine symphonies of Beethoven. London : Heinemann, 1981
- mit David Blum und Paul Tortelier: Casals and the Art of Interpretation. Berkeley : Univ. of California Press, 1980
- Understanding Music. Dent, London 1979
- John and the Magic Music Man. A child’s guide to the orchestra. Schallplatte. London: Unicorn, 1978
- Downbeat music guide. London ; New York : Oxford University Press, 1977
- Talking about sonatas : a book of analytical studies, based on a personal view. London : Heinemann Educational Books, 1971
- Music all around me: a personal choice from the literature of music. London, Frewin, 1967